# 伊佐斯
伊佐斯（法語：Yzosse，法語發音：[izɔs]）是法国朗德省的一个市镇，位于该省西南部，属于达克斯区。

## 地理
伊佐斯（43°42'44"N, 1°0'46"W）面积5.32 平方千米，位于法国新阿基坦大区朗德省，该省份为法国西南部沿海省份，是法國本土面积第二大的省，北起吉倫特省，西临大西洋，南至大西洋比利牛斯省，东临热尔省，东北与洛特-加龍省接壤。
与伊佐斯接壤的市镇（或旧市镇、城区）包括：康德雷斯、達克斯、纳罗斯、圣保罗莱达克斯、圣樊尚德保罗。

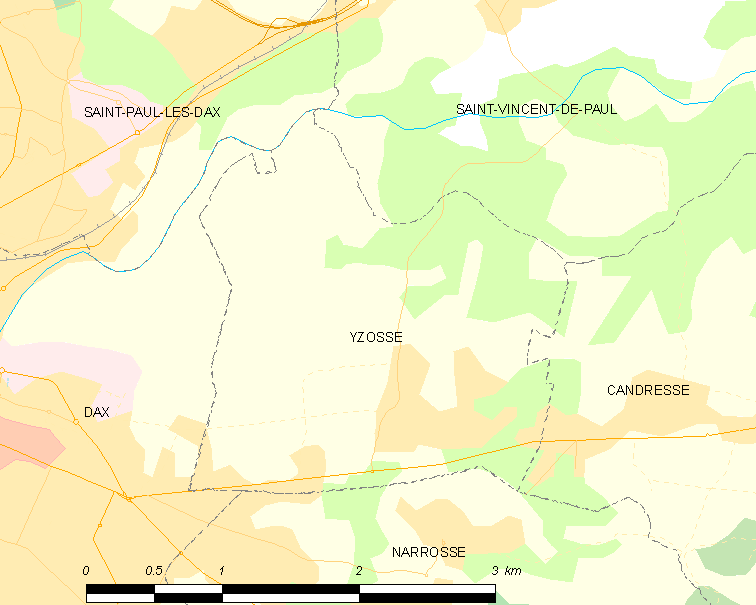
伊佐斯的OSM定位图

伊佐斯的时区为UTC+01:00、UTC+02:00（夏令时）。

## 行政
伊佐斯的邮政编码为40180，INSEE市镇编码为40334。

## 政治
伊佐斯所属的省级选区为达克斯第二县。

## 人口

1962-2008年间伊佐斯人口变化图示

伊佐斯于2022年1月1日时的人口数量为384人。